# Ernst Flemming (Architekt)

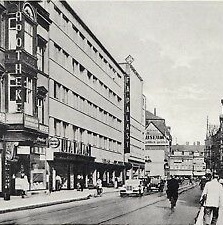
UFA-Palast Erfurt (ca. 1928)

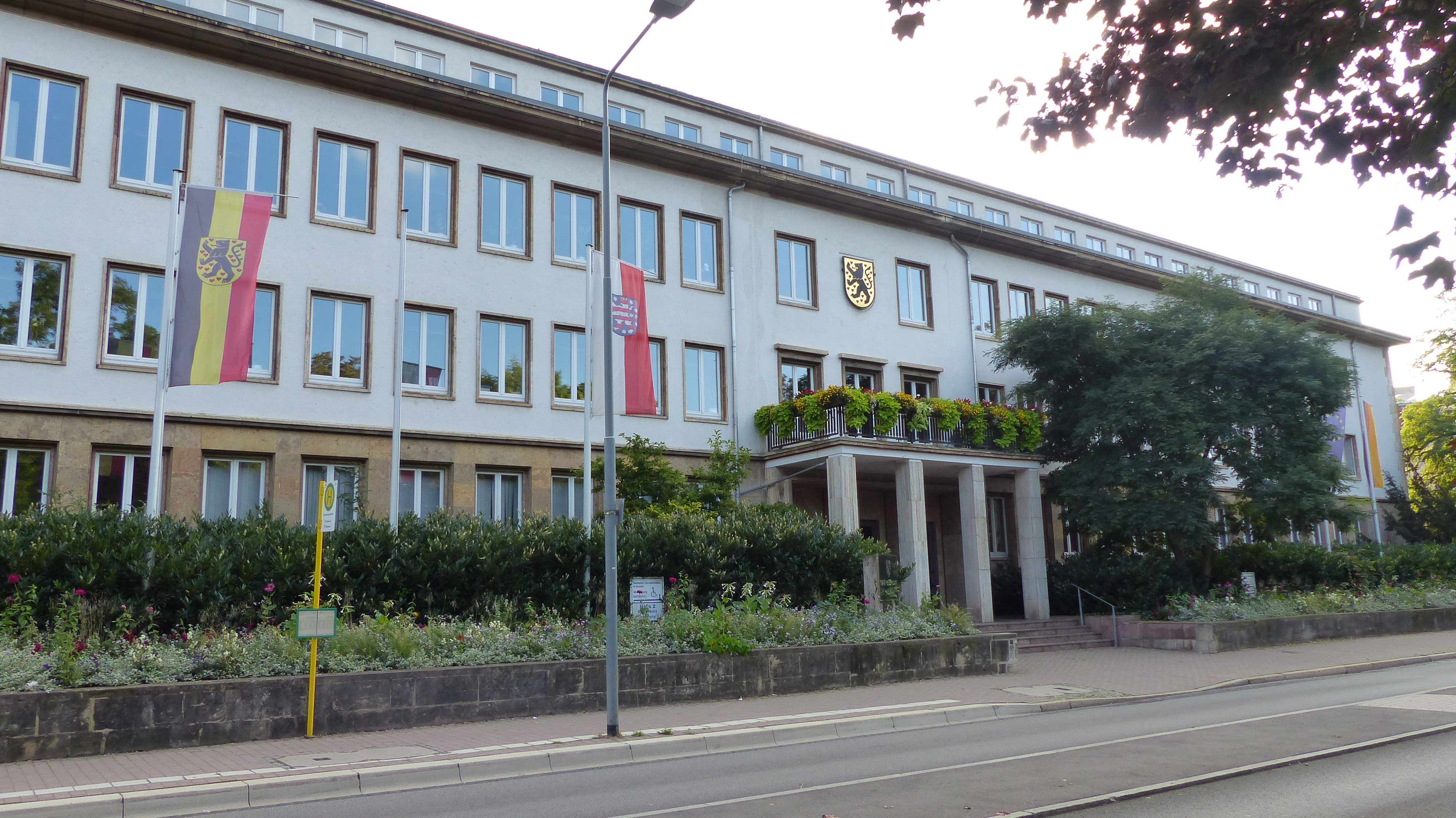
Kreishaus Weimar (2014)

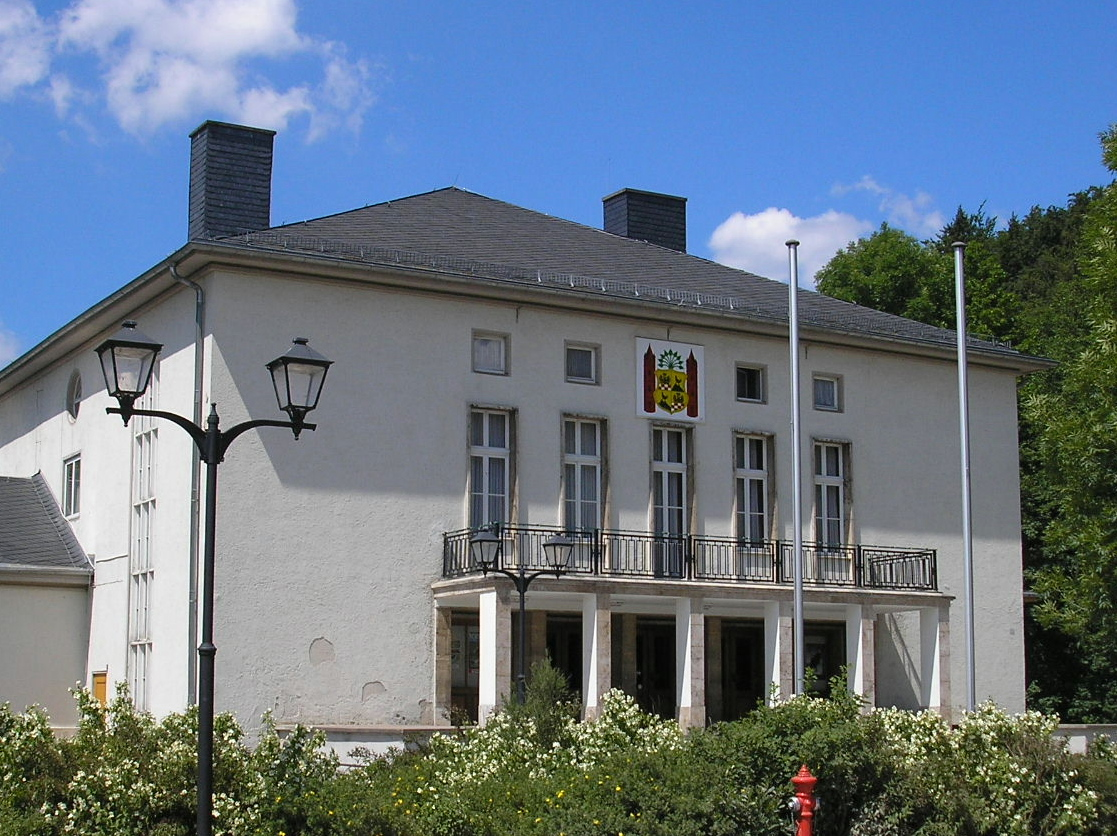
Festhalle Ilmenau (2006)

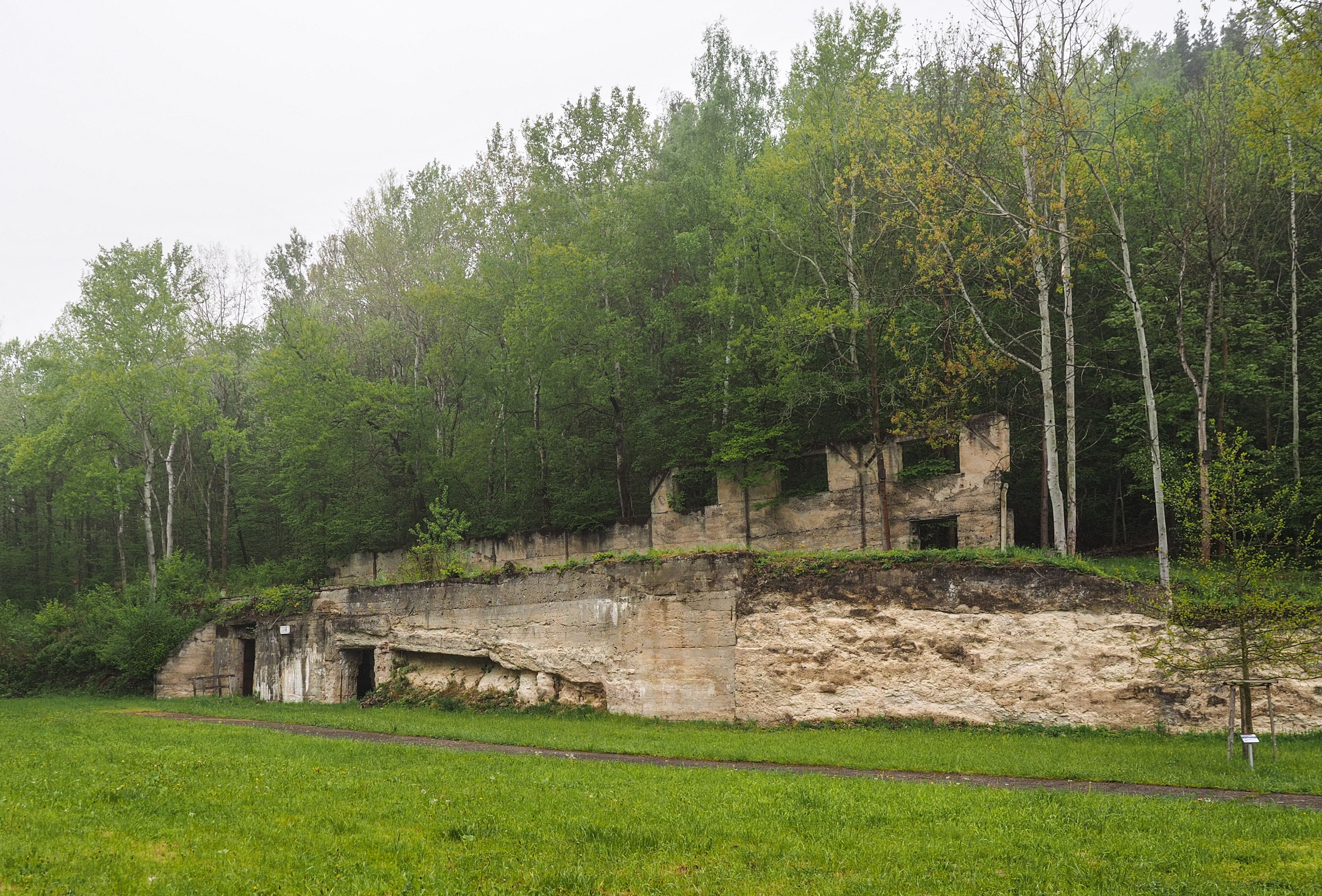
REIMAHG Rüstungswerk am Walpersberg bei Kahla (2014)

Ernst Flemming (* 29. Dezember 1892 in Theißen, Kreis Weißenfels; † 22. Januar 1967 in Bad Hersfeld) war ein deutscher Architekt.

## Leben

### Ausbildung
Flemming machte zunächst eine Maurerlehre. Anschließend besuchte er die Baugewerkschule Erfurt, die er 1912 mit sehr gutem Abschlusszeugnis verließ.

### Beruf
1916 bekam er zunächst eine Stelle im Bauleitungsbüro für Fliegerbauten in Nohra bei Weimar. 1919 wurde er militärischer Bausekretär. Ab 1921 arbeitete er als Architekt und gründete ein eigenes Architekturbüro in Weimar. Schnell gehörte er dort zu den führenden Architekten, konzipierte und betreute die Mehrzahl der Wohnbauten des 1924 gegründeten Gemeinnützigen Beamten-Bauvereins (heute GWG Weimar) und hatte auch Bauaufträge in Hessen und Sachsen.
Als Bezirksleiter im 1931 gegründeten Kampfbund Deutscher Architekten und Ingenieure zeigte er seinen 1930 als Professor an die Weimarer Hochschule für Baukunst berufenen Kollegen Fritz Norkauer beim Thüringischen Ministerpräsidenten an und beschuldigte ihn des „Doppelverdienertums“. Der Hochschuldirektor Paul Schultze-Naumburg verteidigte jedoch Norkauer mit den Hinweisen, dass dieser nicht als Beamter angestellt war und zudem ein Hochschullehrer nicht „vom praktischen Leben, d. h. von Bauaufgaben, ausgeschaltet werden dürfe [...] wenn er seine Eignung als Lehrer nicht verlieren soll.“
Zum 1. Mai 1933 trat Flemming der NSDAP bei (Mitgliedsnummer 2.196.349). 1935 erhielt er vom damaligen Kreis Weimar den Auftrag zu Planung und Durchführung des Baus eines Kreishauses und 1936 von der Stadt Ilmenau den Auftrag zum Baus der städtischen Festhalle. 1942 hatte er fast 1000 ausgeführte Bauten geplant, ein Drittel davon außerhalb von Weimar, und beschäftigte auch während des Zweiten Weltkriegs ca. 30 Mitarbeiter, zu denen auch die Architekten Josef Kaiser und Georg Schirrmeister gehörten. Im April 1944 beauftragten ihn Fritz Sauckel und Otto Demme mit Planungen zum unterirdischen Rüstungswerk "Reichsmarschall Hermann Göring" (REIMAHG) nebst Barackenlager für die Zwangsarbeiter im und am Walpersberg bei Kahla. Dort unterhielt er ein Bauleitungsbüro zusätzlich zu seinem Hauptbüro an der Weimarer Frauentorstraße.
1947 siedelte Flemming nach Bad Hersfeld über und war dort bis 1950 Stadtbaumeister. Danach arbeitete er erneut als freischaffender Architekt und war unter anderem beim Wiederaufbau von Kassel tätig. Er starb am 22. Januar 1967 im Bad Hersfelder Kreiskrankenhaus an den Folgen eines Herzanfalls.

### Familie
Flemming war seit April 1919 mit Minna Magdalene geb. Leibing verheiratet. Aus der Ehe ging ein Sohn hervor, Joachim Flemming.

## Bauten und Entwürfe (Auswahl)
- 1924: Kino „Zentral-Palast“ für Karl Liebrich und Gustav Schneider in Weimar, Hummelstraße 2a (über 1000 Plätze, ab 1928 von der UFA als Erstaufführungskino genutzt)[4]
- 1925–1929: Wohnhäuser u. a. am Webicht und an der Großmutterleite für den Gemeinnützigen Beamten-Bauverein (heute Gemeinnützige Wohn- und Baugenossenschaft Weimar)[5]
- 1926–1933: Umbauten und Erweiterungsbauten am Haus am Horn in Weimar für Franz A. Kühn
- 1928–1929: Geschäftshaus für die Deutsche Hypothekenbank Meiningen in Weimar, Coudraystraße 13[6]
- 1929–1931: Phönix-Haus mit integriertem Ufa-Kino in Erfurt, Bahnhofstraße 41–44
- 1935–1937: Kreishaus für den Landkreis Weimar in Weimar, Schwanseestraße 17 (heute durch die Stadtverwaltung genutzt)[7]
- 1936–1937: Emmy-Göring-Stift der GWG Weimar in Weimar, Tiefurter Allee 37 (heute Marie-Seebach-Stift)
- 1937–1938: Festhalle Ilmenau mit Parkgaststätte, Naumannstraße 22[8]
- 1944: Rüstungswerk Reichsmarschall Hermann Göring (REIMAHG) in Walpersberg bei Kahla
- 1953–1954: Kino „Gloria-Filmtheater“ in Kassel, Friedrich-Ebert-Straße 3[9]

## Mitgliedschaften und Auszeichnungen
- 1924: Berufung in den Bund Deutscher Architekten
- 1937: Eintritt zur NSDAP
- Gaudiplom der Deutschen Arbeitsfront